# Carl Perkins
Carl Lee Perkins (9. april 1932 – 19. januar 1998) var en amerikansk rock'n'roll-, rockabilly-, countrysanger og guitarist.

## Diskografi
- Dance album (1956)
- Memorial (1956)
- Carl perkins (1957)
- The Survivors (1982)
- Born to rock (1989)